# 광시 중국 자원 타워
광시 중국 자원 타워는 중화인민공화국 난닝에 위치하고 있다.

## 같이 보기
- 마천루 목록
- 아시아의 마천루 목록
- 중화인민공화국의 마천루 목록